# Przeciąganie pojazdu

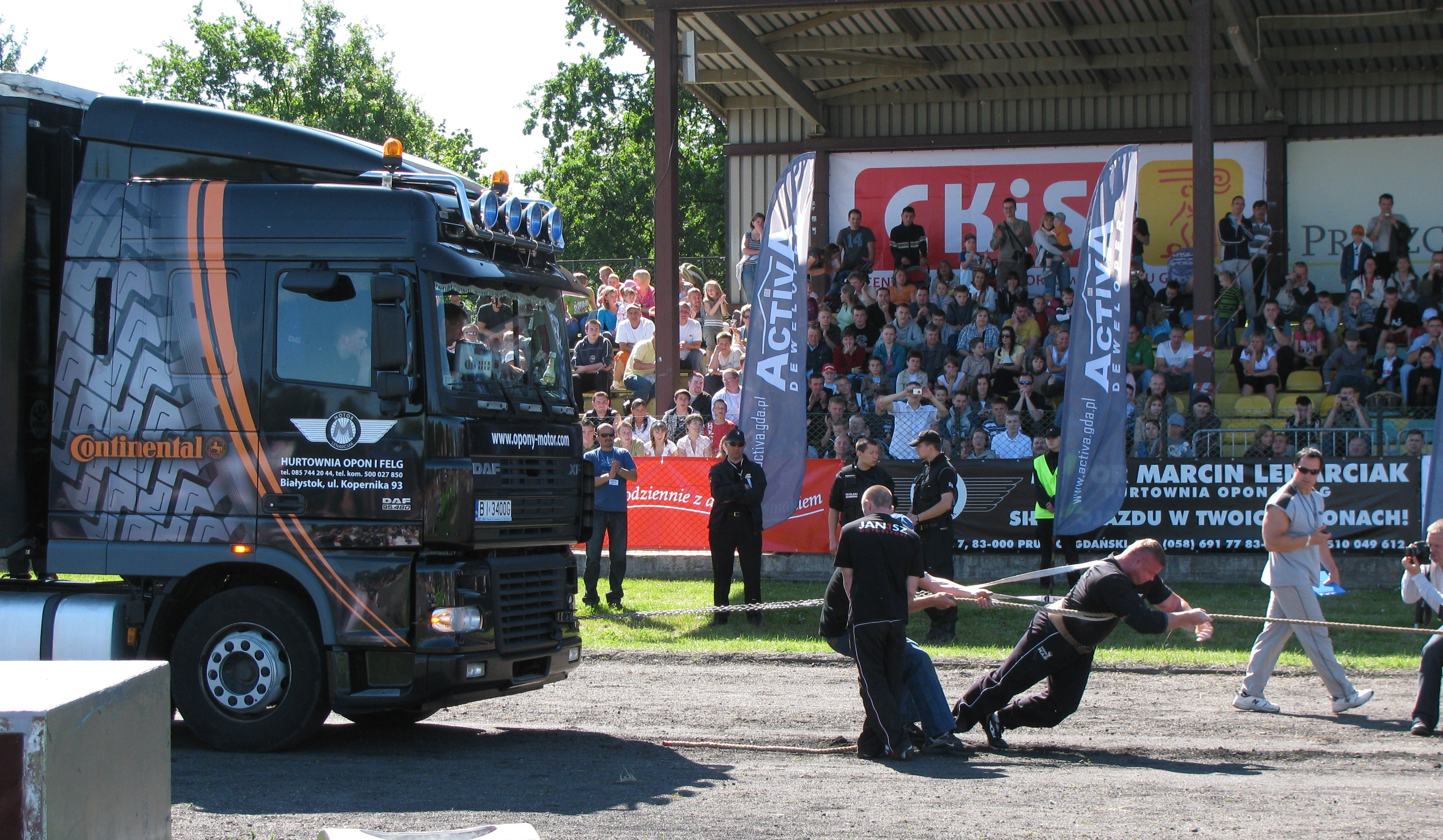
Przeciąganie ciężarówki z liną

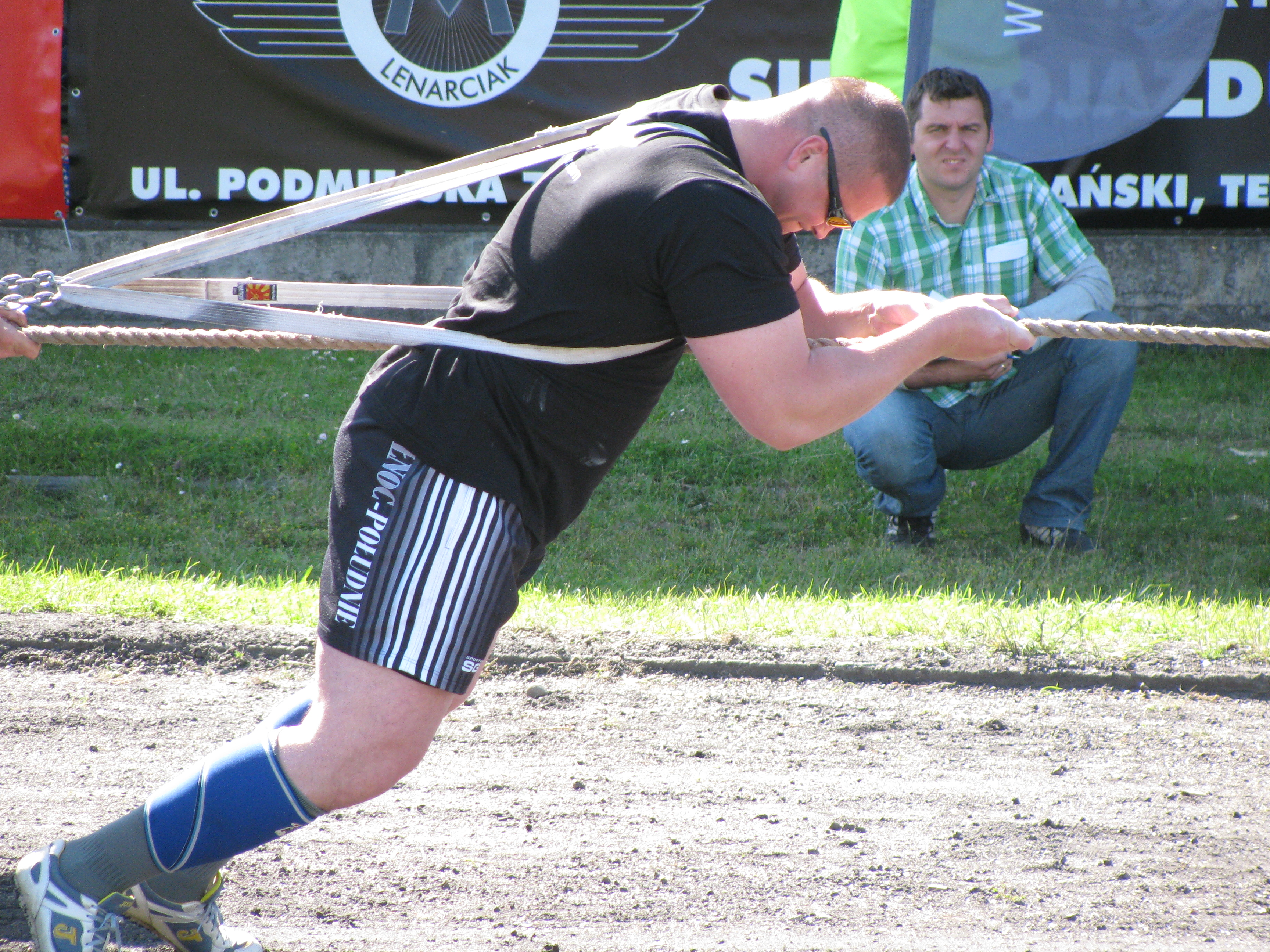
Przeciąganie z liną

Przeciąganie pojazdu – konkurencja zawodów siłaczy.
Zadaniem zawodnika jest wykonanie marszu z jednoczesnym ciągnięciem pojazdu kołowego lub szynowego, na okreśonym dystansie, w jak najkrótszym czasie. Zawodnik używa specjalnych szelek którymi jest połączony z pojazdem.
W konkurencji najczęściej używa się pojazdów takich jak: ciężarówka, dwie połączone ciężarówki, połączone pół-ciężarówki, autobus, samolot, przyczepa z ładunkiem, maszyna budowlana, wagon kolejowy.
Konkurencja jest rozgrywana w dwóch wariantach:
- w wariancie bez użycia rąk zawodnik przeciąga pojazd wyłącznie przenosząc siłę na podłoże za pomocą nóg;
- w wariancie z użyciem rąk i nóg zawodnik przeciąga pojazd posługując się dodatkowo liną lub przymocowaną poziomo do podłoża drabinką, za pomocą których przyciąga się do mety.